# Ани Салич
А̀ни Атана̀сова Са̀лич е българска телевизионна водеща.

## Биография
Родена е на 22 април 1969 г. в Благоевград. Завършва английска езикова гимназия в родния си град, а след това – специалност „Научна информация“ в Колежа по библиотечно дело в София.
Работи последователно като секретарка и преводачка. Продава лекарства и коли. През май 1995 г. започва работа като репортерка и водеща на собствено публицистично предаване по Нова телевизия, наречено „В сърцето на София“. След това става водеща на новините по Канал 3. В същия канал работи и по политическото предаване „Да разпръснем мъглата“. На 18 ноември 2000 г. – Ани Салич, заедно с Александър Пелев стават първите водещи на първите новини, по първата Национална частна телевизия – bTV. По-късно става водеща на новинарските емисии заедно с Юксел Кадриев.
На 20 декември 2013 г. напуска Би Ти Ви и на 1 януари 2014 г. преминава да работи в Нова телевизия, където води централната емисия новини и седмичното предаване „Извън новините“, което се излъчва само един сезон.
През 2017 г. получава награда за социално значима журналистика.
Омъжена е за Бранко Салич, с когото имат две деца. През 2017 г. се развеждат.
От 2021 г. е във връзка с бившия главен прокурор Сотир Цацаров.